# Shock Session
Shock Session è un EP della band statunitense The Red Jumpsuit Apparatus. L'album contiene tre tracce acustiche registrate durante il Shock Session di Shockhound tenutosi a Los Angeles nel marzo 2009.

## Tracce
1. Pen & Paper (Acoustic) – 3:42
2. You Better Pray (Acoustic) – 3:25
3. Face Down (Acoustic) – 3:06